# 国道246号横断デッキ
国道246号横断デッキ（こくどう246ごうおうだんデッキ）は、東京都渋谷区にある歩道橋である。

## 概要
渋谷駅の南側はこれまで首都高速3号渋谷線や国道246号によって地域が分断されており、歩行者のアクセスや開発の妨げとなっていた。そんな中、2013年3月16日に実施された、東急東横線の東京メトロ東京メトロ副都心線との相互直通運転開始を契機に、それに伴い廃止された東横線渋谷駅旧地上駅舎及びホームの跡地を再開発する「渋谷駅南街区土地区画整理事業」の一環として渋谷ストリームと共に整備された。
このデッキは東横線渋谷駅旧地上ホームとして使われていた躯体（橋脚及び桁）を解体せずにそのまま再利用して作られ、旧地上ホームの象徴であった坂倉準三デザインのかまぼこ屋根とクラム型の壁が約70%に縮小した上で再現されている他、路面には東横線の軌道をイメージした本物のレールが埋め込まれている。
元々存在していた渋谷駅旧地上ホームの鉄道架道橋は1961年の基準で作られた土木構造物で、2015年の建築基準ではその上に建築物の屋根を掛けることができなかったため、これを改修して屋根付きの歩道とするために設計を担当した東急設計コンサルタントは土木チームと2年以上に渡り行政協議を重ねた。その結果、土木工作物と建築物の2段重ねの法整理をすることでかまぼこ屋根とクラム型の壁面パネルをつけたデザインを可能とした。